# Гай (Вірменія)
Гай (вірм. Գայ) — село у марзі Армавір, на заході Вірменії. Село розташоване за 9 км на південь від міста Вагаршапат, за 2 км на південний схід від села Акнашен, за 2 км на північний схід від села Мецамор, за 1 км на північ від села Айкашен та за 3 км на південний захід від села Овташат, що розташоване у сусідньому марзі Арарат. Село було засноване у 1670-х роках.